# Qualificazioni alla Coppa araba 2009
Sono elencate di seguito le date e i risultati per le qualificazioni alla Coppa araba 2009.

## Formula
La nazione ospitante viene selezionata tra gli otto partecipanti alla fase finale. Rimangono 8 posti disponibili per la fase finale. Le qualificazioni si dividono in due fasi:
- Prima fase: 8 squadre divise in due gruppi di quattro squadre, giocano partite di sola andata. Le vincenti accedono al secondo turno.
- Seconda fase: 16 squadre divise in quattro gruppi di quattro squadre, giocano partite di sola andata. Le vincenti accedono al terzo turno. La seconda fase non viene mai disputata.

## Prima fase

### Gruppo 1
| Sana'a 14 dicembre 2006 | Yemen | 2 – 0 | Comore | Ali Mohsen Al-Muraisi Stadium |

| Sana'a 17 dicembre 2006 | Gibuti | 2 – 4 | Comore | Ali Mohsen Al-Muraisi Stadium |

| Sana'a 20 dicembre 2006 | Yemen | 4 – 1 | Gibuti | Ali Mohsen Al-Muraisi Stadium |

| Pos | Squadra   | P.ti     | G        | V        | N        | P        | GF       | GS       | DR       |
| --- | --------- | -------- | -------- | -------- | -------- | -------- | -------- | -------- | -------- |
| 1   | Yemen     | 6        | 2        | 2        | 0        | 0        | 6        | 1        | +5       |
| 2   | Comore    | 3        | 2        | 1        | 0        | 1        | 4        | 4        | +1       |
| 3   | Gibuti    | 0        | 2        | 0        | 0        | 2        | 2        | 8        | -6       |
| -   | Palestina | Ritirato | Ritirato | Ritirato | Ritirato | Ritirato | Ritirato | Ritirato | Ritirato |

Yemen qualificato alla seconda fase.

### Gruppo 2
| Beirut 21 dicembre 2006 | Siria | 3 – 0 | Giordania | Stadio Città dello Sport Camille Chamoun |

| Beirut 21 dicembre 2006 | Libano | 3 – 1 | Palestina | Stadio Città dello Sport Camille Chamoun |

| Beirut 24 dicembre 2006 | Palestina | 1 – 2 | Siria | Stadio Città dello Sport Camille Chamoun |

| Beirut 24 dicembre 2006 | Libano | 0 – 2 | Giordania | Stadio Città dello Sport Camille Chamoun |

| Beirut 27 dicembre 2006 | Giordania | 1 – 1 | Palestina | Stadio Città dello Sport Camille Chamoun |

| Beirut 27 dicembre 2006 | Libano | 0 – 1 | Siria | Stadio Città dello Sport Camille Chamoun |

| Pos | Squadra    | P.ti | G | V | N | P | GF | GS | DR  |
| --- | ---------- | ---- | - | - | - | - | -- | -- | --- |
| 1   | Sudan      | 7    | 3 | 2 | 1 | 0 | 8  | 1  | +7  |
| 2   | Libano     | 5    | 3 | 1 | 2 | 0 | 4  | 0  | +4  |
| 3   | Mauritania | 4    | 3 | 1 | 1 | 1 | 8  | 4  | +4  |
| 4   | Somalia    | 0    | 3 | 0 | 0 | 3 | 3  | 18 | -15 |

Sudan qualificato alla seconda fase e Libano qualificato come migliore seconda a seguito del ritiro del Qatar (già qualificato alla seconda fase).

## Seconda fase

### Zona del Golfo
| Pos | Squadra   | P.ti | G | V | N | P | GF | GS | DR |
| --- | --------- | ---- | - | - | - | - | -- | -- | -- |
| 1   | Giordania | 0    | 0 | 0 | 0 | 0 | 0  | 0  | 0  |
| 2   | Iraq      | 0    | 0 | 0 | 0 | 0 | 0  | 0  | 0  |
| 3   | Libano    | 0    | 0 | 0 | 0 | 0 | 0  | 0  | 0  |
| 4   | Siria     | 0    | 0 | 0 | 0 | 0 | 0  | 0  | 0  |

### Mar Rosso
| Pos | Squadra             | P.ti | G | V | N | P | GF | GS | DR |
| --- | ------------------- | ---- | - | - | - | - | -- | -- | -- |
| 1   | Bahrein             | 0    | 0 | 0 | 0 | 0 | 0  | 0  | 0  |
| 2   | Emirati Arabi Uniti | 0    | 0 | 0 | 0 | 0 | 0  | 0  | 0  |
| 3   | Kuwait              | 0    | 0 | 0 | 0 | 0 | 0  | 0  | 0  |
| 4   | Oman                | 0    | 0 | 0 | 0 | 0 | 0  | 0  | 0  |

### Nord Africa
| Pos | Squadra | P.ti | G | V | N | P | GF | GS | DR |
| --- | ------- | ---- | - | - | - | - | -- | -- | -- |
| 1   | Algeria | 0    | 0 | 0 | 0 | 0 | 0  | 0  | 0  |
| 2   | Libia   | 0    | 0 | 0 | 0 | 0 | 0  | 0  | 0  |
| 3   | Marocco | 0    | 0 | 0 | 0 | 0 | 0  | 0  | 0  |
| 4   | Tunisia | 0    | 0 | 0 | 0 | 0 | 0  | 0  | 0  |

### Zona Orientale
| Pos | Squadra        | P.ti | G | V | N | P | GF | GS | DR |
| --- | -------------- | ---- | - | - | - | - | -- | -- | -- |
| 1   | Arabia Saudita | 0    | 0 | 0 | 0 | 0 | 0  | 0  | 0  |
| 2   | Egitto         | 0    | 0 | 0 | 0 | 0 | 0  | 0  | 0  |
| 3   | Sudan          | 0    | 0 | 0 | 0 | 0 | 0  | 0  | 0  |
| 4   | Yemen          | 0    | 0 | 0 | 0 | 0 | 0  | 0  | 0  |